# دیدگاه ادیان دربارهٔ بریدن آلت تناسلی زنان
در میان دست‌اندرکاران و کسانی که مبادرت به بریدن آلت زنانه (FGM) می‌کنند، دیدگاهی رایج وجود دارد که این عمل، یک ضرورت دینی است، اگرچه میزان شیوع آن بر حسب منطقهٔ جغرافیایی و در میان گروه‌های قومی گوناگون، متفاوت است. بحث‌های وجود دارد در مورد اینکه تا چه حد ادامه این عمل تحت تأثیر عرف و سنت، فشارهای اجتماعی، فقدان آگاهی و اطلاعات بهداشتی و موقعیت زنان در جامعه است. این عمل نه تنها هیچ مزیتی برای سلامتی ندارند بلکه می‌تواند منجر به عوارض جدی برای سلامت زنان شوند.
بریدن آلت زنانه عمدتاً در جوامع مسلمان خاصی انجام می‌شود، اما در برخی از گروه‌های مسیحی و جاندارانگار مجاور نیز وجود دارد. انجام این عمل در بیشتر مذاهب اسلامی ضروری نیست و فتواهایی دربارهٔ آن صادر شده‌است، که یا آنرا ممنوع کرده‌اند، یا آنرا توصیه کرده یا آنکه تصمیم‌گیری دربارهٔ انجامش به عهده والدین گذاشته شده‌است. با این حال، بریدن آلت زنانه در جنوب شرق آسیا با گسترش مذهب شافعی فقه اسلامی بدعت گذارده شد که این عمل را واجب می‌داند. مطلبی دربارهٔ بریدن آلت زنانه در یک پاپیروس یونانی مربوط به سال ۱۶۳ قبل از میلاد نوشته شده و اشاره غیرمستقیم احتمالی دیگری به آن در تابوتی از پادشاهی میانه مصر (حدود ۱۹۹۱–۱۷۸۶ قبل از میلاد) وجود دارد. در میان مسیحیان قبطی در مصر، مسیحیان ارتدوکس در اتیوپی، پروتستان‌ها و کاتولیک‌ها در سودان و کنیا یافت شده‌است. تنها گروه یهودی شناخته‌شده‌ای که این عمل را انجام داده‌اند، یهودیان فلاشای اتیوپی هستند.

## پیشینه

### تعریف
تا دهه ۱۹۸۰ بریدن آلت زنانه به‌طور گسترده‌ای به‌عنوان «ختنه زنان» شناخته می‌شد، که این تصور اشتباه را ایجاد می‌کرد که از نظر شدت و اثرات سلامتی معادل ختنه مردان است. در واقع، بریدن آلت زنانه تنها اثرهای منفی و نامطلوب بر سلامتی دارد و تقریباً همیشه مفصل‌تر از ختنه مردان است. در سال ۱۹۹۰ آی. اِی. سی استفاده از عبارت «بریدن آلت تناسلی زنان» را آغاز کرد و سازمان جهانی بهداشت (WHO) هم در سال ۱۹۹۱ همین کار را کرد. سازمان جهانی بهداشت، یونیسف و صندوق جمعیت سازمان ملل متحد در سال ۱۹۹۷ «بریدن آلت تناسلی زنان» را اینگونه تعریف کردند: «کلیه اقداماتی که شامل برداشتن جزئی یا تمامِ اندام تناسلی خارجی زنان یا آسیب‌های دیگر به اندام‌های تناسلی زنان به دلایل غیر پزشکی شود.» سازمان جهانی بهداشت چهار نوع زیر را تعیین کرده‌است:
- نوع اول: «برداشتن جزئی یا کامل کلیتوریس گلانس (قسمت خارجی و قابل رویت کلیتوریس که بخشی حساس از اندام تناسلی زنان است) و/یا قسمت نیام/غُلفَه (چین پوستی که اطراف کلیتوریس را احاطه کرده‌است).»[۲۳] نوع «۱-الف» شدت کمتری دارد و به‌ندرت به‌تنهایی انجام می‌شود در حالی که روش رایج‌تر، نوع «۱-ب» است، کلیتوریس برداری یا برداشت کلیتوریس گلانس به‌طور کامل یا جزئی به‌همراه غُلفَه.
- نوع دوم (برش): برداشتن کامل یا جزئی لابیای داخلی، با یا بدون برداشتن کلیتوریس گلانس و لابیای خارجی.
- نوع سوم (آلت‌دوزی): برداشتن لابیای داخلی و خارجی و بخیه زدن باقی سوراخ مهبل، به نحوی که فقط یک سوراخ خیلی کوچک به اندازه قطر یک چوب کبریت برای دفع ادرار و خون قاعدگی باقی بماند.
- نوع چهارم: شیوه‌های متفرقه، از جمله انجام برش‌ها و شکاف‌های نمادین[۶][۲۴]

### خاستگاه

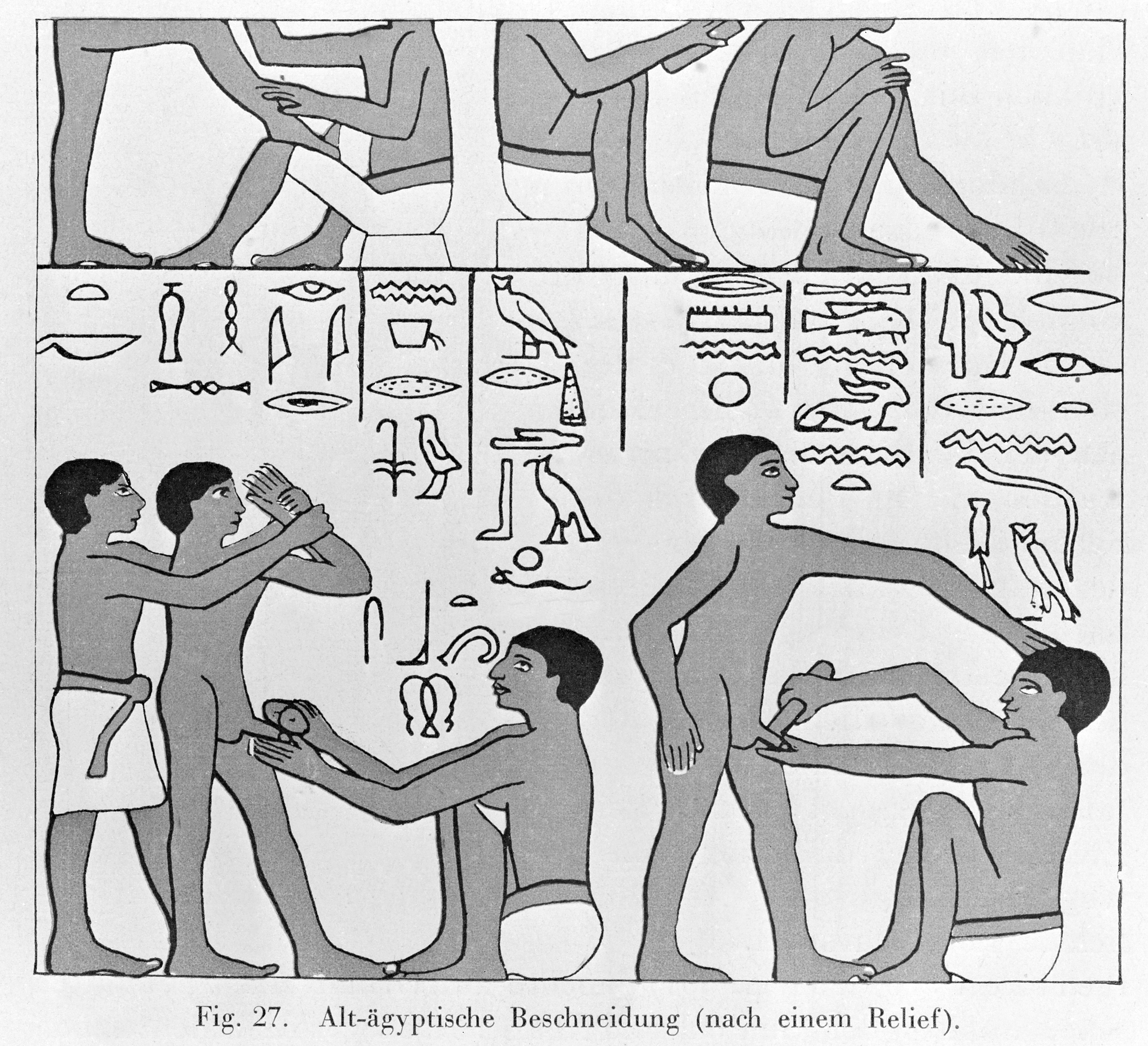
تصاویری که در آن مراسم ختنهٔ مردان را نشان می دهد؛ بر اساس کنده‌کاری دیواری که در سقاره مصر یافت شده است.

بریدن آلت تناسلی زنانه در منطقه‌ای متمرکز است که جری مکی آن را منطقه‌ای در آفریقا که «به‌طرز جالبی هم‌جوار و مرتبط با هم» است، می‌نامد – از شرق به غرب از سومالی تا سنگال و از شمال به جنوب از مصر تا تانزانیا. او می‌نویسد: این عمل هم «به‌طور پیوسته توزیع شده و هم ساری و واگیرگونه است» و ادامه می‌دهد «چون در شرایطی نابرابر، مردان با امکانات بیشتر در مقابل زنانی دارای امکانات کمتر قرار می‌گیرند، اینگونه در بین گروه‌های قومی گسترش می‌یابد. ازدواج‌پذیری (واجد شرایط بودن برای ازدواج) «موتور اصلی تداوم» آن است. گستردگی انجام این عمل در آفریقا در نوبه در سودان بیشتر است، و به نظر جری مکی نوع سوم بریدن آلت زنانه در آنجا با تمدن مرواه (از حدود ۸۰۰ قبل از میلاد تا حدود ۳۵۰ پس از میلاد) شروع شد تا اعتماد به پدرانگی و مقام پدری افزایش یابد.
پیشنهاد ختنه کردن دختری مصری در یک پاپیروس یونانی از ۱۶۳ قبل از میلاد ذکر شده‌است. وِردِ شمارهٔ ۱۱۱۷ از متون تابوت مصر باستان ممکن است به یک دختر ختنه نشده اشاره داشته باشد ('m't)، اگرچه در مورد معنای این واژه اختلاف نظر وجود دارد. این طلسم که بر روی تابوت‌دان سیت-هج-هوتپ یافت شد، مربوط به پادشاهی میانه مصر (حدود ۱۹۹۱ تا ۱۷۸۶ قبل از میلاد) است. بررسی مومیایی‌ها، شواهدی از ختنه جنسی نشان نداده‌است.
استرابون (حدود ۶۴ قبل از میلاد - حدود ۲۳ پس از میلاد) پس از بازدید از مصر در حدود ۲۵ قبل از میلاد، همچون فیلون اسکندرانی (حدود ۲۰ پیش از میلاد - ۵۰ پس از میلاد) دربارهٔ ختنه زنان نوشت: «مصریان طبق رسم کشورشان ختنه می‌کردند. جوان و دختران باکره در سن ازدواج در چهاردهمین (سال) زندگی خود، زمانی که مرد شروع به اسپرم‌سازی می‌کند و عادت‌های ماهیانه زنان شروع می‌شود.» نوع سوم بریدن آلت زنانه را با برده‌داری مرتبط دانسته‌اند. ژوآئو دوس سانتوس در سال ۱۶۰۹ در مورد قومی در نزدیکی موگادیشو نوشت: «عادت داشتند زنان خود را بدوزند، مخصوصاً بردگان جوان خود را برای ناتوانی در باروری می‌دوختند که باعث می‌شد این برده‌ها هم به‌خاطر پاکدامن ماندن و هم برای اعتماد بیشتری که اربابانشان نسبت به این کنیزان داشتند».

## مسیحیت
کتاب مقدس اشاره‌ای به بریدن آلت زنانه نکرده‌است. صاحب‌نظران مسیحی موافقند که این عمل در متون دینی مسیحیت هیچ پایهٔ استدلالی ندارد و مبلغان مسیحی در آفریقا در خط مقدم تلاش برای توقف آن بودند. در واقع، آنان از پیشگامان اطلاق عناوینی چون «مثله کردن» به این عمل بودند. از سال ۱۹۲۹، «شورای مبلغان کنیا» به رهبری ماریون اسکات استیونسون، یک مبلغ دینی کلیسای اسکاتلند، آن را «مثله کردن جنسی زنان» نامید. هنگامی که در دهه ۱۹۳۰، مبلغان مسیحی سعی کردند کنار گذاشتن ختنه جنسی را شرطی برای عضویت در کلیسای مسیحی در کنیای مستعمره کنند، کارزار گسترده‌ای را در دفاع از این عمل برانگیختند.
علیرغم عدم حمایت کتاب مقدس از چنین عملی، زنان و دختران در جوامع مسیحی، از جمله در مصر، کنیا، نیجریه و تانزانیا، عمل بریدن آلت تناسلی زنانه قرار می‌گیرند. چنین عملی در میان مسیحیان قبطی در مصر، مسیحیان ارتدوکس در اتیوپی و پروتستان‌ها و کاتولیک‌ها در سودان و کنیا دیده شده‌است. گزارش یونیسف در سال ۲۰۱۳، ۱۷ کشور آفریقایی را شناسایی کرد که در آنها حداقل ۱۰ درصد از زنان و دختران مسیحی ۱۵ تا ۴۹ ساله تحت این عمل قرار گرفته بودند. به عنوان مثال، در نیجر، ۵۵ درصد از زنان و دختران مسیحی، در مقابلِ تنها ۲ درصد از زنان و دختران مسلمان، ختنه جنسی شده‌اند.

## اسلام

### نمای کلی
بریدن آلت تناسلی زنان بیشتر در جوامع کوچک مسلمان اهل سنت و غیر شیعه و جوامع هم‌جوار آنها دیده می‌شود. میزان شیوع آن در میان ملل مختلف مسلمان اهل سنت و غیر شیعه به قومیت و مکان جغرافیایی بستگی دارد. در زبان عربی به ختنه زنان «خَفْضْ» یا «خِفَض» و به ختنه مردان «خِتان» گفته می‌شود که البته گاهی ختنه زنان را نیز دربر می‌گیرد. اشکال خفیف‌تر ختنه، یا آنچه که سازمان جهانی بهداشت آن را «نوع یک» می‌نامد (برداشتن کلاهک کلیتوریس و/یا غلفه)، ممکن است به‌عنوان سنت پیامبر (توصیه‌شده/مستحب) در نظر گرفته شود. در روایتی محمد بریدن اندام تناسلی زنان را اختیاری کرد، اما از آزار دادن به زنان هشدار داد. در روایتی نقل‌شده، پیامبر اسلام بریدن اندام تناسلی زنان را اختیاری نموده‌است، اما از صدمه زدن به زنان برحذر داشته‌است. روایت فوق «ضعیف» است؛ چرا که از نظر موازین اسلامی، حلقه‌ای از سلسلهٔ راویان آن مفقود است و تنها در یکی از کتاب‌های صحیح شش گانهٔ حدیث نقل شده‌است. به گفته «السید سابق»، صاحب‌نز فقه سنی، تمام احادیث موجود دربارهٔ ختنه زنان غیر معتبر هستند.
صاحب‌نظران برجسته دینی مسلمان توافق دارند که ختنه جنسی توسط اسلام نه الزامی است و نه ممنوع است. در قرآن به ختنه زنان یا ختنه مردان اشاره ای نشده‌است. بریدن آلت تناسلی زنان در برخی از احادیث (اقوال منسوب به محمد) به عنوان عملی غیر شریف و غیر ضروری ستوده شده‌است، هرچند صحت این احادیث مورد تردید قرار گرفته‌است. علاوه بر احکام اسلام، اجتهاد یکی از چهار منبع حقوقی اسلام برای پیروانش در طول سده‌ها بوده‌است. اجتهاد دربرگیرندهٔ فتوا (نظر علمای دینی مسلمان) است که اغلب به‌طور گسترده‌ای رواج دارد و رفتاری را توصیف می‌کند که با الزامات دینی مطابقت دارد. فتواهایی مبنی بر منع ختنه، طرفداری از انجام آن، و واگذاری تصمیم به والدین اما توصیه به عدم انجامش صادر شده‌است.

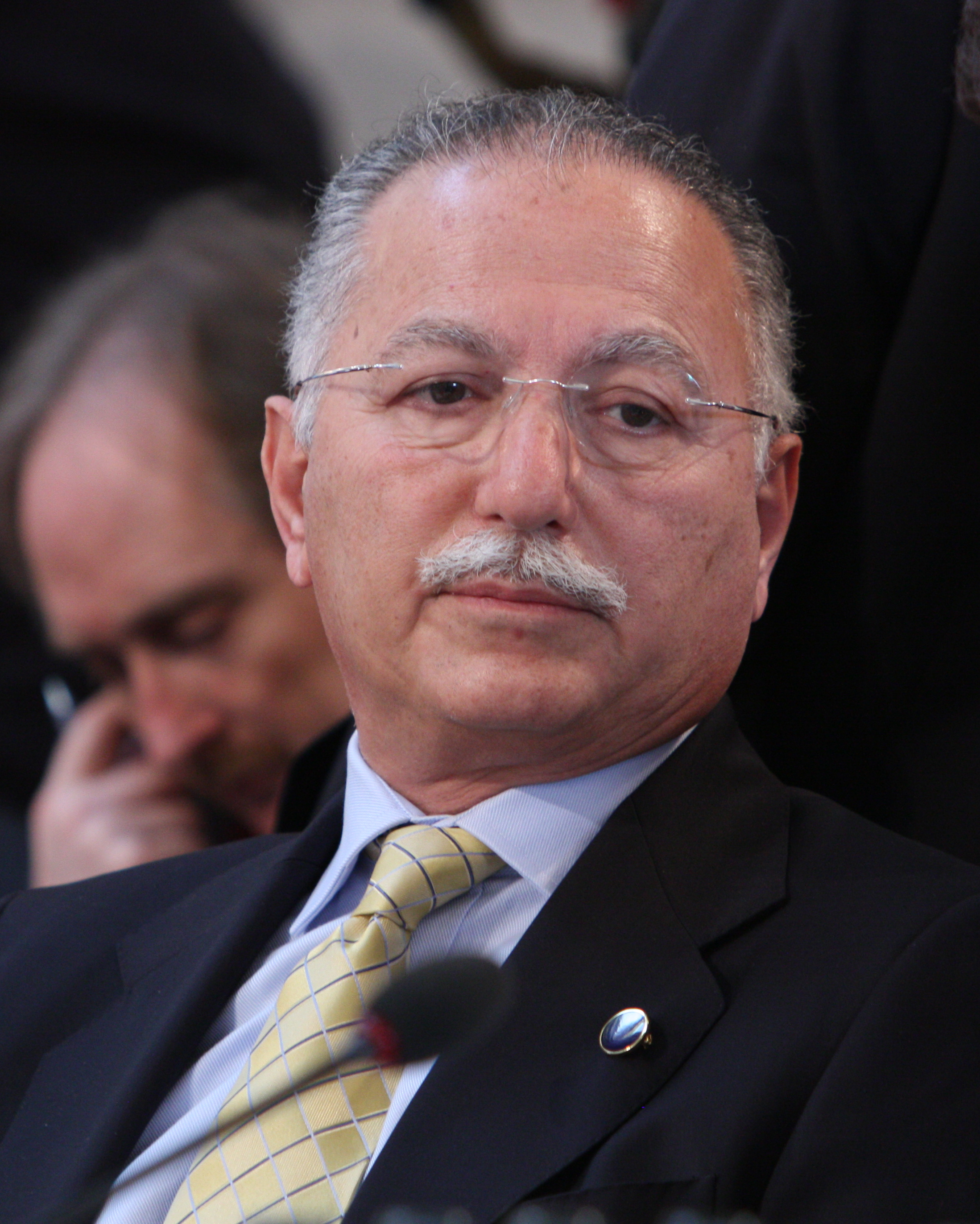
اکمل‌الدین احسان‌اوغلو

چندین رهبر مسلمان خواستار پایان دادن به این عمل شده‌اند. در سال ۲۰۰۴، پس از پخش تصاویری از شبکهٔ سی‌ان‌ان از دختری در قاهره که تحت عمل ختنه زنانه بود، مفتی اعظم مصر محمد سید طنطاوی اعلام کرد که احادیث مربوط به ختنه جنسی نامعتبر هستند. در کنفرانسی در دانشگاه الازهر در قاهره در سال ۲۰۰۶ روحانیون برجسته مسلمان این عمل را غیر ضروری اعلام کردند. به گفته یونیسف، پس از مرگ یک دختر ۱۲ ساله مصری در سال ۲۰۰۷، «شورای عالی تحقیقات اسلامی الازهر» در قاهره اعلام کرد که ختنه جنسی «هیچ مبنایی در اصول دین اسلام یا هیچ‌یک از فروع آن ندارد و اینکه عملی مضر است و نباید آن را انجام داد».  علی جمعه، مفتی اعظم مصر در آن دوران اظهار داشت: «حرام است، حرام است، حرام است.»  اکمل‌الدین احسان‌اوغلو، دبیرکل سازمان همکاری اسلامی در سال ۲۰۱۲ گفت که ختنه جنسی «آیینی است که در طول سده‌ها باقی مانده‌است. [این عمل] باید متوقف شود زیرا دین اسلام از آن حمایت نمی‌کند.»
در سال ۲۰۱۸، «شورای مرکزی اسلامی سوئیس» برداشتن غلفه را که نوع خفیف‌تری از ختنه است، به عنوان سنت طبقه‌بندی کرد (که مستحب است). این در حالی است که در سال ۲۰۱۲ انجام ختنه زنان، از جمله برنامه‌ریزی برای انجام آن در خارج از این کشور برای دختران شهروند سوئیس، غیرقانونی بود.

### دیدگاه سنی
مذاهب گوناگون فقهی نظرات متفاوتی در مورد بریدن آلت تناسلی زنان ابراز کرده‌اند. مذاهب فقهی حنفی و حنبلی آن را «مکرمه» برای زنان می‌دانند (عملی شریف، نه واجب). در مذهب مالکی و شافعی، حکم آن را با ختنه مرد فرقی نمی‌کند؛ مالکی‌ها آن را مستحب می‌دانند نه واجب (مندوب)، در حالی که شافعی‌ها آنرا واجب است (اجباری). برخی دیگر از علما می‌گویند که انجام چنین عملی هیچ توجیهی ندارد. علمای مصری مانند «محمد عماره» و محمد سلیم العوا استدلال می‌کنند که ختنه جنسی زنان یک عمل اسلامی نیست و مورد تأیید فقه اسلامی نیست.
در ماه مه ۲۰۱۲، گزارش شد که جماعت اخوان المسلمین در مصر در حال تلاش برای قانونی کردن بریدن آلت تناسلی زنان است. به گفتهٔ یک خبرنگار به نام «ماریز تادروس»، آنها «پیشنهاد ختنه کردن زنان را به عنوان بخشی از خدمات اجتماعی خود در قبال هزینه‌ای بسیار ناچیز دادند، اقدامی که روند دهه‌ها مبارزه محلی علیه این عمل مضر را معکوس کند.»… بسیاری از اخوان‌المسلمین (و سلفی‌ها) استدلال می‌کنند که با آنکه که بریدن آلت تناسلی زنان واجب نیست، اما «مکرمه» است (مستحب و در نظر خدا پسندیده‌است).
در حدیثی از مجموعه سنن ابوداود آمده‌است: زنی در مدینه عمل ختنه زنان را [برای دختران] انجام می‌داند، پیامبر به او فرمود: بیش از حد نبُر که برای زن بهتر و برای شوهر خوش‌آیندتر است. ابن حجر عسقلانی این حدیث را به‌لحاظ اصالت و اعتبار «ضعیف» می‌داند و نظر ابوبکر بیهقی را نقل می‌کند که این روایت «ضعیف و منقطع در سلسلهٔ راویان» است. ابن عبدالبر اندلسی می‌گوید: «کسانی که ختنه زنان را سنت می‌دانند، آنرا مبتنی بر حدیثی از ابوالملیح می‌کنند که خود صرفاً بر پایهٔ روایتی از «حجاج بن أرطاة» نقل شده‌است، و چون حجاج تنها راوی این حدیث است، نمی‌توان او را یک مرجع قابل استناد دانست.
حدیث دیگری در کتاب صحیح مسلم (یکی از کتاب‌های صحیح شش گانهٔ حدیث) به قلم مسلم بن حجاج نیشابوری آمده‌است: «رسول خدا فرمود: هر کس در درون چهار بخش (تناسلی زن) دخول کند و بخش‌های ختنه‌شده آلت‌ها به یکدیگر برخورد کند، غسل واجب می‌شود. محمد سلیم العوا بیان می‌کند که اگرچه این حدیث صحیح است، اما دلیلی بر حمایت از ختنه جنسی نیست. او بیان می‌کند که در زبان عربی برای «دو عضو ختنه»، یک واژه کلمه واحد استفاده می‌شود که دربرگیرندهٔ دو نوع مختلف از ختنه است. در حالی که واژه عربی خِتان برای اشاره به هر دو ختنه تناسلی مرد و زن استفاده می‌شود، اما در اصل به اندام ختنه شده مرد اشاره دارد. در حدیثی در صحیح بخاری آمده‌است: از پیامبر شنیدم که می‌فرمود: «پنج عمل از خصوصیات فطرت است: ختنه کردن، تراشیدن موهای شرمگاهی، کوتاه کردن سبیل، کوتاه کردن ناخن و زدن موی زیر بغل». محمد سلیم العوا می‌نویسد که معلوم نیست آیا این الزامات برای زنان بوده‌است یا خیر.

#### جنوب شرق آسیا
به گفته ویلیام کلارنس-اسمیت، مسلمانان جنوب شرق آسیا «بیشتر» از مکتب فقهی شافعی پیروی می‌کند، یعنی تنها مذهبی که ختنه جنسی را اجباری (واجب) می‌داند. او می‌نویسد که بزرگ‌ترین مخالفت با این عمل در این منطقه از سوی مسلمانان تلفیق‌گرا در جاوه است. برخی از مسلمانان این منطقه از ریشه گیاه زردچوبه برای انجام یک عمل جایگزین نمادین استفاده می‌کنند.
اسلام بریدن آلت تناسلی زنان را از قرن سیزدهم به بعد، به اندونزی و مالزی آورد. بیش از ۸۰ درصد از زنان مالزیایی ادعا می‌کنند که الزامات مذهبی دلیل اصلی بریدن آلت تناسلی زنان است و رعایت بهداشت (۴۱ درصد) و اعمال فرهنگی (۳۲ درصد) از دلایل دیگر است. این عمل در میان زنان مسلمان در اندونزی نیز رواج گسترده دارد و بیش از ۹۰ درصد بزرگسالان مسلمان تا سال ۲۰۰۳ از انجام آن حمایت کردند. در سال ۲۰۱۳، «شورای علمای اندونزی» - بالاترین نهاد مذهبی مسلمان در اندونزی - حکم داد که از بریدن آلت تناسلی زنان حمایت می‌کند، و اظهار داشت که اگرچه اجباری نیست، اما «از نظر اخلاقی توصیه می‌شود.» علمای دینی، دولت اندونزی را برای ختنه کردن دختران تحت فشار قرار داده‌اند و استدلال می‌کنند که این بخشی از آموزه‌های اسلامی است.

### دیدگاه شیعه

#### شیعه دوازده‌امامی

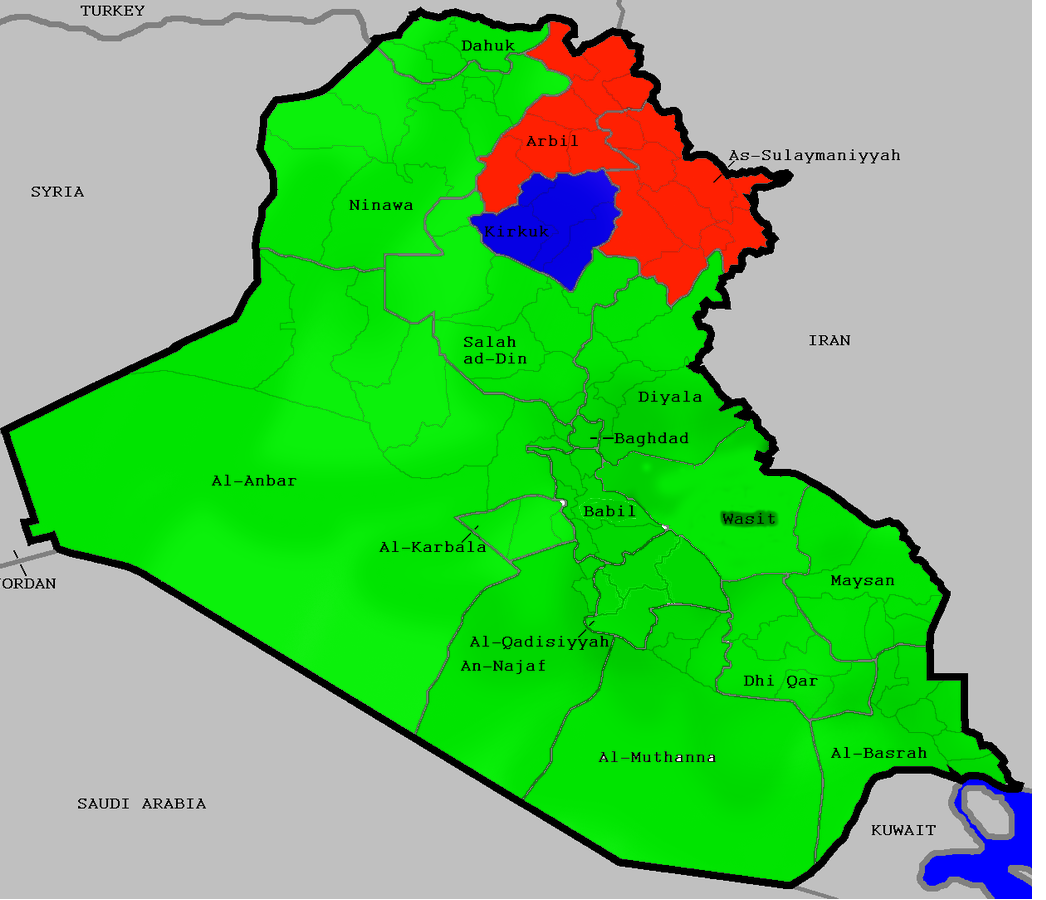
شیوع ختنه زنان در عراق در زنان ۱۵ تا ۴۹ ساله با استفاده از آمار یونیسف «ناقص‌سازی/بریدن تناسلی زنان»، ۲۰۱۳، از. نظرسنجی جدیدتر در سال ۲۰۱۶:.
۵۵–۶۵٪
۱۵–۲۵٪
کمتر از ۳٪

متون مذهبی شیعه، مانند حدیث‌های منقول از جعفر صادق، تصریح می‌کنند که ختنه فقط برای مردان ضروری است. سید علی سیستانی، رهبر عالی‌رتبه شیعیان در عراق و رئیس حوزه علمیه نجف، ختنه جنسی را ممنوع در برخی موارد حرام اعلام کرده‌است:
سؤال: آیا ختنه دختران واجب است یا فقط مستحب و سنت است؟

جواب: اگر منظور از ختنهٔ دختر، بریدن پوسته عضو جنسی زن (خروسه) باشد، صحیح آنست که این کار سنت شرعی نیست، بلکه در صورتی که به دختر آسیب برساند حرام است.
و اما قطع خود عضو جنسی زن یا قطع قسمتی از آن به یقین جنایتی در حق دختر محسوب می‌شود و برای والدین هیچ‌گونه مجوّزی در اقدام به آن وجود ندارد.
ختنه جنسی دختران در بین تمامی مسلمانانِ معتقدِ شیعه دوازده‌امامی، امری ناشناخته است. این عمل در عراق و ایران فقط در میان اقلیت‌های سُنی انجام می‌شود.

#### اسماعیلیه
بریدن آلت تناسلی زنان در جامعه بوهره داوودی در هند، پاکستان، یمن و شرق آفریقا انجام می‌شود. بر اساس یک نظرسنجی در سال‌های ۲۰۱۵ و ۲۰۱۶، بیش از ۸۰ درصد از ۳۶۵ زن بوهره داوودی که مورد بررسی قرار گرفتند، خواستار پایان دادن به این عمل بودند. در سال ۲۰۱۷ دو پزشک و یک شهروند زن منسوب به جامعهٔ بوهره داوودی در دیترویت میشیگان، به اتهام انجام بریدن آلت تناسلی دو دختر هفت ساله در ایالات متحده آمریکا دستگیر شدند.
در پاکستان و هند، ختنه زنان توسط مسلمانان جوامع بوهره داوودی و شیدی انجام می‌شود، که معتقدند این کار به عفت و پاکدامنی منجر می‌شود.

## یهودیت

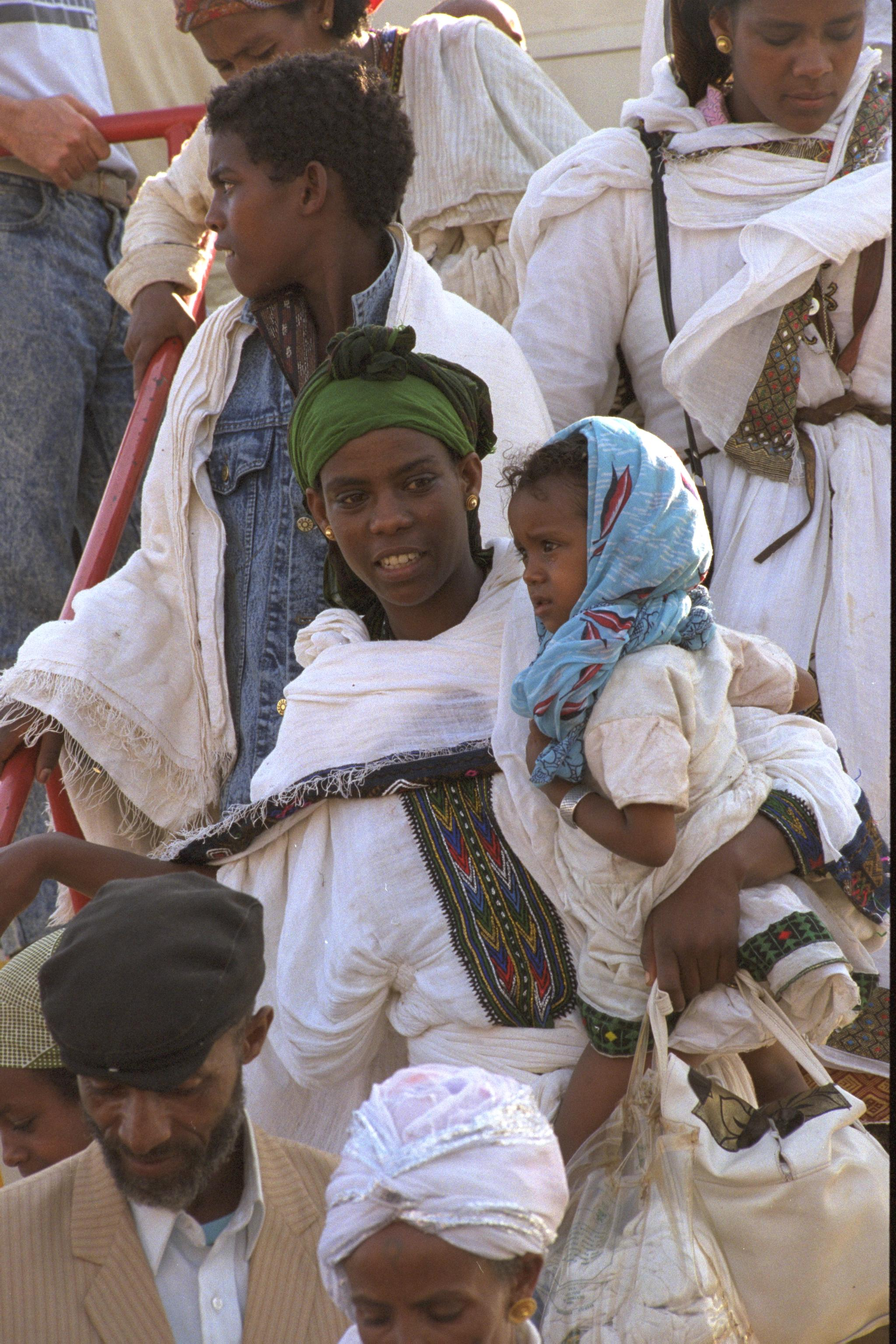
ورود یهودیان اتیوپیایی به اسرائیل، ۱۹۹۱

در بیشتر شاخه‌های یهودیت ختنه مرد ضروری است، اما بریدن آلت تناسلی زنان مجاز نیست و کتاب مقدس عبری (عهد عتیق) اشاره‌ای به آن نکرده‌است. تنها گروه یهودی شناخته شده که ختنه زنان را انجام داده‌اند، یهودیان فلاشا از اتیوپی هستند. یهودیان فلاشا با تلمود، میشنا و دیگر متون مقدس مذهبی آشنا نبودند و کمتر به زبان عبری می‌خواندند و صحبت می‌کردند. بیشتر آنها بین سال‌های ۱۹۸۴ و ۱۹۹۱ به اسرائیل رفتند و در آنجا به یهودیت ارتدکس گرویدند. هنگامی که در اسرائیل اقامت یافتند، زنان بریدن آلت تناسلی را کنار گذاشتند. طی مطالعه ای در سال ۱۹۹۷ مشخص شد که یک سوم از ۱۱۳ زن یهودی فلاشا که مورد معاینه قرار گرفتند، تحت این عمل واقع شده بودند. در این میان، ۲۷ درصد تحت عمل جراحی کلیتوریس‌برداری جزئی یا کامل قرار گرفته بودند.

## آیین سیک
در آیین سیک ختنه زن و مرد ضروری نیست و این عمل مورد انتقاد این آیین بوده‌است.

## ادیان دیگر
چندین گروه جاندارانگار در آفریقا، به ویژه در کشورهای گینه و مالی، این عمل را انجام می‌دهند. آیین بودایی به‌شدت آن را رد می‌کند. بریدن آلت تناسلی زنان در روایات و سنن کنفسیوس وجود ندارد. این عمل در دیانت بهائی حرام است.